# ニトロソニウムイオン
ニトロソニウムイオン (英: nitrosonium ion) は、化学式 NO+ と表されるオキシカチオンである。ニトロシルカチオン（nitrosyl cation）と呼ばれることもある。窒素原子と酸素原子は結合次数3で共有結合しており、全体的に正電荷を帯びている。 このイオンは CO や N2 と等電子的である。
NO+は、NOClO4、NOSO4H（正確には ONOSO2OH、すなわち混合酸無水物である）、NOBF4 (英語版) のような塩として存在する。ClO4- や BF4- との塩はアセトニトリルにわずかに溶ける。NOBF4 は、200-250 °C、0.01 mmHg (1.3 Pa) で昇華によって精製することができる。
NO+は酸性条件下、亜硝酸との平衡にある。ただし、亜硝酸は不安定であるため、NO+を発生させる目的には通常、亜硝酸塩や亜硝酸エステルが用いられる。
HONO + H+   NO+ + H2O

## 化学的性質

### 加水分解
NO+ は、水と直ちに反応して亜硝酸を生じる。
NOBF4 + H2O  →  HONO + HBF4
このために、NOBF4 は水または湿った空気から保護されなければならない。塩基との反応では亜硝酸塩が生じる。
NOBF4 + 2 NaOH  →  NaNO2 + NaBF4 + H2O

### ジアゾ化剤

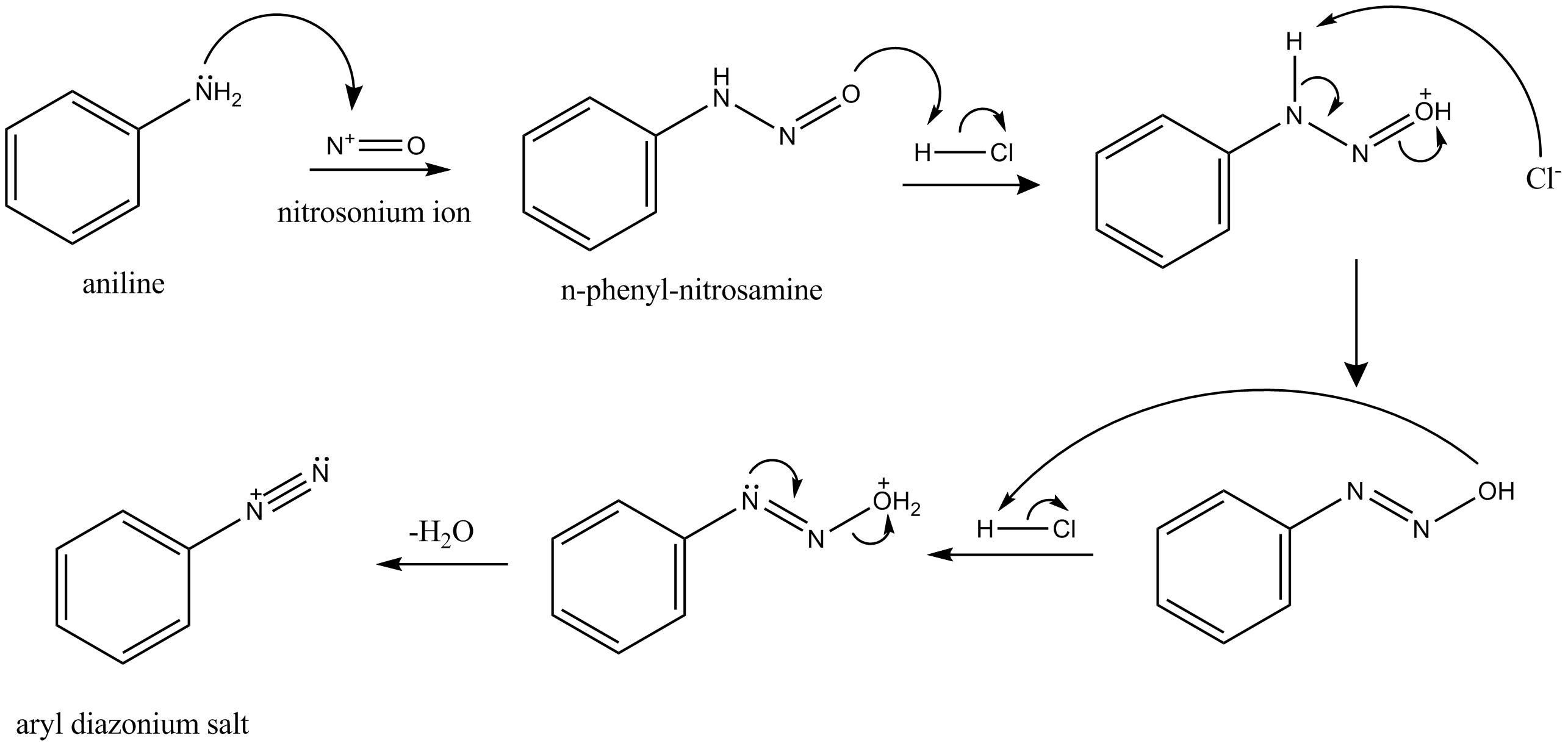
ニトロソニウムとアニリンからジアゾニウム塩が生じる反応。

NO+ は、アリールアミン ArNH2 と反応してジアゾニウムイオン ArN2+ を与える。結果として生じるジアゾニオ基は、アミノ基と違い、いろいろな求核剤によって容易に脱離反応を起こす。

### 酸化剤
NO+、例えば NOBF4 は強い酸化剤である。
- ジクロロメタン中の NO+ に対する Fe(Cp)2/Fe(Cp)2+ 系の酸化還元電位は1.00 Vである (1.46-1.48 V vs SCE)。
- アセトニトリル中の NO+ に対する Fe(Cp)2/Fe(Cp)2+ 系の酸化還元電位は0.87 Vである (1.25-1.27 V vs SCE)。

気体の副生物である NO は、反応で使用する窒素気流で取り除くことができるため、NOBF4 は便利な酸化剤である。NO は空気と接触すると直ちに NO2 となり、これが取り除かれないと余計な反応を引き起こすことがある。NO2 は、その特徴的なオレンジ色のためにすぐに発見できる。

### アレーンのニトロシル化
電子豊富なアレーンは、NOBF4 によってニトロシル化（ニトロソ化とも）される。例としてアニソールのニトロシル化が挙げられる。
CH3OC6H5  +  NOBF4  →  CH3OC6H4-4-NO  +  HBF4
ニトロソニウムイオン NO+ は、ニトロ化反応の活性種であるニトロニウムイオン NO2+ と混同される場合がある。しかし、これらは全く異なる化学種である。前者が弱酸（亜硝酸）、後者が強酸（硝酸）に由来するという事実によって予想されるように、NO2+は NO+より強力な求電子剤である。

### NO 錯体の原料
NOBF4 はいくつかの金属カルボニルと反応して、対応する金属ニトロシルを与える。NO+ による配位子置換反応の際は、空気による酸化に注意しなければならない。
(C6Et6)Cr(CO)3 + NOBF4  →  [(C6Et6)Cr(CO)2(NO)]BF4 + CO